# Biskoupky (Brno-vidéki járás)
Biskoupky község Csehországban, Brno-vidéki járásban. Biskoupky Jamolice, Senorady, Ivančice, Lhánice és Nová Ves településekkel határos. Lakosainak száma 188 fő (2024. január 1.).

## Népesség
A település lakosságának változását az alábbi diagram mutatja:
| Lakosok száma | 203  | 250  | 265  | 254  | 212  | 177  | 184  | 182  | 185  | 188  |
|               | 1869 | 1890 | 1921 | 1950 | 1980 | 2001 | 2017 | 2019 | 2022 | 2024 |